# Mespuits
Mespuits é uma comuna francesa na região administrativa da Ilha-de-França, no departamento de Essonne. Estende-se por uma área de 9,95 km². Em 2010 a comuna tinha 219 habitantes (densidade: 22 hab./km²).